# Batalla de Gagra
La batalla de Gagra fue el enfrentamiento armado encuadrado en la guerra de Abjasia. Fue un desembarco de las tropas georgianas en Gagra y Leselidze, en la frontera costera entre Rusia y Abjasia, y la posterior lucha en los meses de agosto y septiembre de 1992, que aisló a las fuerzas abjasias entre Gagra-Sujumi y la cordillera del Cáucaso y el Mar Negro. Posteriormente fue recuperada por los independentistas abjasos el 2-3 de octubre de 1992.

## Antecedentes

### Situación interior de Georgia
Georgia se declaró independiente de la URSS en abril de 1991, siendo elegido en mayo Zviad Gamsajurdia como presidente. En la década de 1990 en Georgia hubo diversos grupos paramilitares de corte nacionalista, que según algunas estimaciones, llegaron a tener a finales de la década de 1990 60.000 voluntarios. Una de las más importantes fue el Mjedrioni de Dzhaba Ioseliani y la Guardia Nacional de Georgia de Tengiz Kitovani, que finalmente se indispusieron con el presidente Zviad Gamsajurdia y lanzaron un golpe de Estado que lo depuso, iniciándose lo que se denomina Guerra Civil Georgiana.
Los golpistas Dzhaba Ioseliani, Tengiz Kitovani y el exministro de defensa Tengiz Sigua llamaron a Eduard Shevardnadze para hacerse cargo del gobierno, reservándose los tres grandes parcelas de poder.

### Situación interior de Abjasia
Abjasia en 1921 se constituyó como república independiente dentro de la URSS aunque posteriormente fue integrada en la RSS de Georgia mediante el "Tratado de Unión" firmado entre Georgia y Abjasia. Adoptó Abjasia una constitunión en 1925 y hasta la década de 1930 mantuvo sus estatus de república de la Unión, con estatus de federada a Georgia.
En 1978 hizo un intento de secesión que fracasó. En 1990 Abjasia con la aprobación de Tiflis, aprobó un sistema de cuotas de representación étnica, que fue anulado posteriormente por Tiflis, prohibiendo la presentación en las elecciones de partidos de ámbito local, y en consecuencia, El Soviet Supremo de Abjasia se declaró independiente, y formó un parlamento en diciembre de 1990.
En marzo de 1991 se realizó un referéndum para mantener la URSS, boicoteado por Georgia pero que se llevó a cabo en Abjasia con un resultado de 98% por su mantenimiento.
En febrero de 1992 Georgia anunció la vuelta a la constitución de 1921, lo que eliminaba la autonomía abjasa y su estatus de federada con Georgia. En noviembre de 1992 el parlamento abjaso se dividió en dos facciones: abjasa y georgiana, cada una de ellas constituyéndose como parlamento y boicoteando la acción de la contraria.
La población abjasa étnicamente georgiana sentía que las concesiones hechas por Tiflis a los étnicamente abjasos, sobrerrepresentándolos en las instituciones, era básicamente injusta.

## Origen del conflicto
El conflicto no tenía raíces ancestrales, sino que respondió a tres fenómenos actuales:
1. El nacionalismo georgiano representado por Zviad Gamsajurdia basado en una plataforma patriótico-nacionalista, que hizo sentirse amenazadas a las minorías.
2. El colapso de las estructuras del estado, derivando en una organización gansterista en Georgia.
3. La aparición de bandas armadas como el Mjedrioni de Dzhaba Ioseliani o la Guardia Nacional de Georgia de Tengiz Kitovani, que fueron el apoyo real del gobierno de Eduard Shevardnadze.

## Desembarco georgiano
Después de la toma de Sujumi por paramilitares georgianos el 15 de agosto de 1992, se inició con un desembarco de las tropas georgianas en Gagra y Leselidze, en la frontera costera entre Rusia y Abjasia, y la posterior lucha en los meses de agosto y septiembre de 1992, que aisló a las fuerzas abjasias entre Gagra-Sujumi y la cordillera del Cáucaso y el Mar Negro.
Las fuerzas abjasias de Gagra e irregulares chechenos intimidaron a la población georgiana de los pueblos cercanos.

## Recuperación abjasa
A finales de septiembre, las fuerzas abjasias junto a voluntarios del norte del Cáucaso, entre 3.000 y 4.000 hombres, se concentraron en el río Bzyp para organizar el ataque a Gagra. Estaban mejor equipados que al inicio, utilizando artillería, morteros y algunos tanques. 
Las fuerzas defensoras georgianas de Gagra, mandadas por Giorgi Kharkharashvili, era de unos cientos de hombres, pero con superioridad en carros de combate y blindados, que en la práctica no fueron de mucha utilidad debido a lo escarpado del terreno.
Los daños en la infraestructura civil fueron debidos a daños colaterales de los duros combates.
Gagra fue recuperada por las fuerzas independentistas abjasias el 2-3 de octubre de 1992.

## Consecuencias
Las cifras de bajas varían entre 100 y 300 muertos. Las tropas rusas evacuaron a Giorgi Kharkharashvili y a sus hombres por helicóptero hacia territorio ruso.
Miles de refugiados civiles georgianos abandonaron la ciudad la noche del 2 de octubre en dirección a Gantiadi y Leselidze, en la frontera con Rusia. Este éxodo fue un reflejo del anterior ocurrido con los civiles abjasios en agosto, cuando los georgianos tomaron Gagra, y la violencia contra la población civil en su mayor parte fue llevada a cabo como venganza por la propia población civil abjasia desplazada con anterioridad.
El patrón de intimidación, robos y saqueos establecidos en Sujumi fueron repetidos por las victoriosas fuerzas abjasias. Los mandos militares abjasios tomaron medidas contra el saqueo, que incluyó el fusilamiento de uno de sus hombres, no habiéndose constatado su efectividad.
En la zona del río Bzyp se dieron casos en que fuerzas norcaucásicas o abjasias pidieron dinero o cantidad de oro para permitir la huida de la población aterrorizada.